# W Tower
La W Tower est un gratte-ciel résidentiel construit à Tel Aviv en Israël de 2006 à 2009.
Il atteint 156 mètres de hauteur.
L'immeuble comprend 168 logements.
L'architecte est l'agence israélienne Yashar Architects